# Joost Meerloo
Joost Abraham Maurits Meerloo, geboren als Abraham Maurits 'Bram' Meerloo (Den Haag, 14 maart 1903 - Amsterdam, 17 november 1976), was een Nederlandse arts en psychoanalyticus.

## Levensloop
Meerloo werd in 1903 geboren in Den Haag en vertrok in 1946 naar de Verenigde Staten, waar hij in 1950 werd genaturaliseerd, om in 1972 weer Nederlands staatsburger te worden. Meerloo praktiseerde meer dan veertig jaar als psychiater. Hij maakte deel uit van de staf van een psychiatrisch centrum en was tijdens de Duitse bezetting ook nog als huisarts werkzaam, waarbij hij voor zijn verzetsactiviteiten de voornaam Joost aannam, tot hij uiteindelijk in 1942 naar Engeland vluchtte. In Engeland werd hij psychologisch adviseur van het Bureau Militair Gezag van het ministerie van Oorlog in ballingschap.

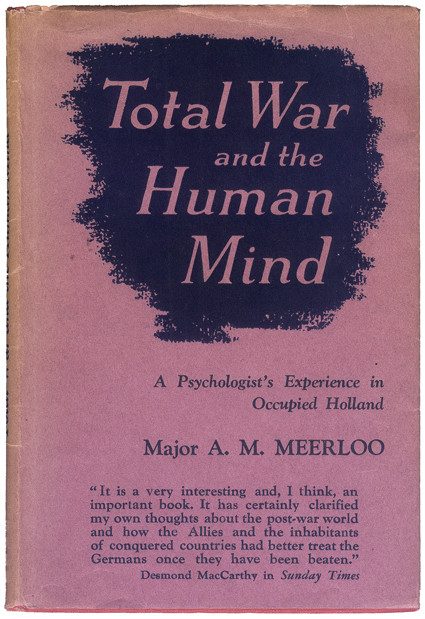
Stofomslag Total War and the Human Mind

Van 1944 tot 1945 was hij vanuit Londen werkzaam als regeringscommissaris voor de Bijzondere Hulpverlening in Nederland, en na de oorlog werd hij adviseur van UNRRA en SHAEFF. Amerikaans staatsburger sinds 1950, was Meerloo verbonden aan de Colombia Universiteit en assistent-hoogleraar psychiatrie aan de New York School of Psychiatry. Hij schreef vele boeken, waaronder The Rape of the Mind (1956), het klassiek geworden boek over hersenspoeling, Conversation and Communication (1952), en Hidden Communion (1964). Voor de Nederlandse situatie is zijn Total War and the Human Mind: A Psychologist's Experience in Occupied Holland (1944), waarin hij met name de gebeurtenissen, maatschappelijke verhoudingen en leefomstandigheden tijdens de eerste bezettingsjaren beschrijft en analyseert, misschien nog wel het meest relevante werk.
Hij was de zoon van Bernard Meerloo en Anna Frederika Benjamins. Hij trad op 16 mei 1928 in Den Haag in het huwelijk met Elisabeth Johanna Kalf(f), van wie hij op 19 februari 1946 scheidde. Op 7 mei 1948 trad hij in New York in het huwelijk met Louisa Betty 'Loekie' Duits, een Nederlandse fysiotherapeute.
Meerloo studeerde geneeskunde aan de Leidse Universiteit (tot 1927) en rondde in 1932 zijn psychologie-studie aan de Universiteit van Utrecht af.
Meerloo specialiseerde zich op het gebied van bewustzijnsbeheersings-, indoctrinatie- en manipulatietechnieken ("mind control") zoals die met name door autoritaire en/of totalitaire regimes in praktijk worden gebracht.
Aan het eind van zijn carrière was hij psychiatrisch consulent van de afdeling geriatrie van de Amsterdamse GG&GD.

## Trivia
Van rock-'n-rollmuziek moest Meerloo (als psychiater aan de Columbia Universiteit) niets hebben. Blijkens een lezing van Tim Kelly, geschiedenisdocent aan het West Valley College in Saratoga, was hij er zelfs als de dood voor, omdat hij de muziek voor de samenleving als geheel gevaarlijk vond. Hij vergeleek de effecten van het dansen op die muziek met die van de sint-vitusdans – een besmettelijke epidemie die het Europa van de veertiende eeuw ooit teisterde – en meende daarom in rockmuziek een symptoom van depersonalisatie en geestelijk verval te moeten zien.